# La Relève (film, 1990)
Pour les articles homonymes, voir La Relève.
Pour plus de détails, voir Fiche technique et Distribution.
La Relève ou La Recrue au Québec (The Rookie) est un film américain réalisé par Clint Eastwood et sorti en 1990.
Le film reçoit des critiques plutôt négatives et ne rencontre pas le succès commercial.

## Synopsis
Nick Pulovski est un vétéran de la police de Los Angeles aux méthodes peu orthodoxes. Alors qu'ils essayaient de capturer des voleurs de voitures de sport, son coéquipier, Powell, est abattu par leur chef, un certain Strom. David Ackerman, fils d'un richissime homme d'affaires, vient d'entrer dans la police. Il tente ainsi de protéger les innocents et se racheter de n'avoir pas pu sauver son frère, mort à cause de lui dans leur enfance. Choisi pour remplacer Powell et faire équipe avec Pulovski, Ackerman essaie de l'aider à capturer Strom et son gang mais le caractère désagréable de Nick rend leur duo explosif.

## Fiche technique
- Titre original : The Rookie
- Titre français : La Relève
- Titre québécois : La Recrue
- Réalisateur : Clint Eastwood, assisté de Matt Earl Beesley et Buddy Van Horn
- Scénario : Boaz Yakin et Scott Spiegel
- Musique : Lennie Niehaus
- Photographie : Jack N. Green
- Montage : Joel Cox
- Décors : Judy Cammer
- Direction artistique : Ed Verreaux
- Production : Steven Siebert, Howard Kazanjian et David Valdes
- Sociétés de production : Malpaso Productions, Kazanjian/Siebert Productions et Lighthouse Entertainment
- Distribution : Warner Bros. (États-Unis, France)
- Format : Couleur (Technicolor) - 2.35:1
- Genre : policier, buddy movie, action
- Pays de production :  États-Unis
- Langue originale : anglais
- Durée : 116 minutes
- Dates de sortie[1] :
  - États-Unis : 7 décembre 1990
  - France : 26 juin 1991
- Affiche : Bill Gold (États-Unis)

## Distribution
- Clint Eastwood (VF : Jean-Claude Michel ; VQ : Jean Fontaine)  : le sergent Nick Pulovski
- Charlie Sheen (VF : Serge Faliu ; VQ : Gilbert Lachance) : l'inspecteur David Ackerman
- Raúl Juliá (VF : Michel Derain ; VQ : Aubert Pallascio) : Ulrich Sigmund Strom
- Tom Skerritt (VF : Marcel Guido ; VQ : Pierre Auger) : Eugene Ackerman
- Sônia Braga (VF : Élisabeth Wiener ; VQ : Anne Caron) : Liesl
- Lara Flynn Boyle (VF : Nathalie Spitzer ; VQ : Élise Bertrand) : Sarah
- Marco Rodríguez (en) (VF : Philippe Vincent) : Loco Martinez
- Pepe Serna (en) (VQ : Mario Desmarais) : le lieutenant Ray Garcia
- Paul Ben-Victor (VF : Mario Santini) : Felix Mango dit « Petit Felix »
- Tony Plana (VF : Vincent Violette ; VQ : Marc Bellier) : Morales
- Hal Williams (VF : Robert Liensol) : Powell
- Xander Berkeley (VF : Philippe Vincent) : Ken Blackwell
- Roberta Vasquez : Heather Torres
- Coleby Lombardo : le frère de David
- Joel Polis : l'inspecteur Lance
- Kyle Eastwood : un musicien à la fête (non crédité)

Sources : VF ; VQ

## Production

### Développement
En 1988, le projet a failli se monter avec Craig R. Baxley comme réalisateur et avec Matthew Modine et Gene Hackman dans les rôles principaux, mais une grève de la Screen Actors Guild l'a remis en cause.
Le projet est relancé quelques années plus tard. Clint Eastwood accepte de réaliser ce film à condition que la Warner finance son précédent film, Chasseur blanc, cœur noir, sorti quelques mois plus tôt,.

### Tournage
Le tournage a eu lieu d'avril à juillet 1990, principalement à Los Angeles (Highland Park, East Los Angeles, San Pedro, South Los Angeles). D'autres lieux et villes de Californie sont également utilisés (désert des Mojaves, San José, Saratoga).
Buddy Van Horn, ancienne doublure de Clint Eastwood qu'il a également dirigé dans Ça va cogner (1980), L'inspecteur Harry est la dernière cible (1988) et Pink Cadillac (1989), a supervisé plusieurs scènes d'action de La Relève, notamment la course-poursuite sur l'autoroute et l'évasion du hangar dans lequel est prisonnier Nick Pulovski.
Clint Eastwood a quitté le tournage pendant cinq jours, pour assister à la projection de son film précédent Chasseur blanc, cœur noir au festival de Cannes 1990. Cet arrêt de la production aurait coûté 1 500 000 $.

## Accueil
Le film reçoit des critiques plutôt négatives à sa sortie. Sur l'agrégateur américain Rotten Tomatoes, il ne récolte que 29% d'opinions favorables pour 14 critiques et une note moyenne de 4,80⁄10. Sur Metacritic, il obtient une note moyenne de 41⁄100 pour 19 critiques.
Si Roger Ebert du Chicago Sun Times souligne la qualité des cascades et effets spéciaux (notamment la scène de course-poursuite avec le camion), il critique la performance de Charlie Sheen « qui garde un poker face et voix laconique quasiment tout au long du film, et ne génère pas la vigueur et l'intensité que le rôle demandait ; un acteur plus nerveux aurait été un meilleur choix ». Le partenaire de Roger Ebert, Gene Siskel est lui aussi critique et pointe du doigt des erreurs totales de casting avec de bons acteurs dans les mauvais rôles « Raul Julia est gaspillée, Sônia Braga est farfelue. Ça allait être une star internationale chic, c'est une blague ».
Quelques avis sont positifs, comme celui de Pat Collins de WWOR-TV qui le qualifie de « meilleur buddy cop movie de l'année ».
Côté box-office, le film récolte 21 633 874 $ sur le sol américain. En France, il enregistre 788 371 entrées.

## Commentaire
Lorsque la femme de David Ackerman se fait agresser à son domicile, sur la télévision renversée on voit quelques images d'un vieux film noir et blanc avec une grosse araignée velue et très méchante : il s'agit de Tarantula ! un film de Jack Arnold sorti en 1955, l'une des premières apparitions de Clint Eastwood au cinéma.